# 936
936（九百三十六、九三六、きゅうひゃくさんじゅうろく）は自然数、また整数において、935の次で937の前の数である。

## 性質
- 936は合成数であり、約数は1, 2, 3, 4, 6, 8, 9, 12, 13, 18, 24, 26, 36, 39, 52, 72, 78, 104, 117, 156, 234, 312, 468, 936である。
  - 約数の和は2730。
  - 229番目の過剰数である。1つ前は930、次は940。
- 206番目のハーシャッド数である。1つ前は935、次は954。
  - 18を基とする22番目のハーシャッド数である。1つ前は918、次は954。
- 12番目の五角錐数である。1つ前は726、次は1183。
- 12番目の八角数である。1つ前は833、次は1045。
- 936 = 23 × 32 × 13
  - 3つの異なる素因数の積で p 3 × q 2 × r の形で表せる7番目の数である。1つ前は792、次は1176。(オンライン整数列大辞典の数列 A163569)
- 9362 + 1 = 876097であり、n 2 + 1 が素数になる107番目の数である。1つ前は930、次は946。(オンライン整数列大辞典の数列 A005574)
- 各位の積が各位の和の9倍になる8番目の数である。1つ前は693、次は963。(オンライン整数列大辞典の数列 A062041)
- 936 = 62 + 302
  - 異なる2つの平方数の和で表せる276番目の数である。1つ前は932、次は937。(オンライン整数列大辞典の数列 A004431)
- 936 = 22 + 162 + 262 = 62 + 182 + 242 = 82 + 142 + 262 = 142 + 162 + 222
  - 3つの平方数の和4通りで表せる110番目の数である。1つ前は933、次は938。(オンライン整数列大辞典の数列 A025324)
  - 異なる3つの平方数の和4通りで表せる92番目の数である。1つ前は933、次は937。(オンライン整数列大辞典の数列 A025342)
- 936 = 53 + 53 + 73 + 73
  - 4つの正の数の立方数の和で表せる266番目の数である。1つ前は929、次は945。(オンライン整数列大辞典の数列 A003327)
- n = 936 のとき n と n + 1 を並べた数を作ると素数になる。n と n + 1 を並べた数が素数になる113番目の数である。1つ前は930、次は938。(オンライン整数列大辞典の数列 A030457)
- 936 = 6! + 63
  - n = 6 のときの n! + n 3 の値とみたとき1つ前は245、次は5383。(オンライン整数列大辞典の数列 A080668)
- 936 = 312 − 25
  - n = 31 のときの n 2 − 25 の値とみたとき1つ前は875、次は999。(オンライン整数列大辞典の数列 A098603)
- 約数の和が936になる数は5個ある。(414, 495, 622, 639, 699) 約数の和5個で表せる9番目の数である。1つ前は792、次は992。
- 各位の和が18になる49番目の数である。1つ前は927、次は945。

## その他 936 に関連すること
- 西暦936年
- 紀元前936年
- ポルシェ・936
- ディケーター (USS Decatur, DD-936/DDG-31) は、アメリカ海軍の駆逐艦。
- 936空
- 936SH